# フォール技
フォール技（フォールわざ）、ピンフォール技、抑え込み技 / 押さえ込み技（おさえこみわざ） 、カバー技はプロレスの試合で相手選手からピンフォールを奪うために使用されている技のこと。

## 概要
フォール技はプロレスにおける試合の決着方法の1つであるピンフォールを相手から奪う目的で相手に仕掛ける技の総称である。
大まかに分けて以下の2つのパターンに分けることが出来る。
1. 何かしらのプロレス技を相手にかけることにより相手にダメージを与えた上で、ピンフォールを奪うためにフォール技を仕掛ける。この場合、事前に掛ける技が事実上のフィニッシュ・ホールドであり、フォール技はあくまでピンフォールを奪う手段として掛けたもので、ダメージ等を重視しないシンプルなフォール技が使用される。体固め、片エビ固め、エビ固めなどがそうである。
2. 相手の一瞬の隙をついたり、相手が掛けてきた技を切り返してフォール技を掛け、意表を突くことによって相手からピンフォールを奪う。少しでも相手に返されにくくするため、相手を腕や脚を掴んだり、体を「く」の字に丸めたりするなど複雑な形が多い。また、素早く相手にかける技も多い。一般的に丸め込み技、クラッチ技と呼ばれて、これにより勝利を奪う、奪おうとする行為を丸め込む、クイックと呼ばれている。

この他にジャーマン・スープレックス、パワーボム、ダイビング・ボディ・プレスなど、技自体でピンフォールを奪うことが出来る投げ技や飛び技などがあるが、これらは原則フォール技に含めないが、広義のフォール技では含む場合がある。
柔道の抑込技やブラジリアン柔術のパスガードと異なり、インサイドガードポジションやハーフマウントでも成立する。

### クイック
一瞬の隙を突いて相手を押さえ込み、ピンフォールを奪って勝利する行為である。格下の者が格上の相手に勝つ場合に使われることが多い用法であり、格上の者がフォールを奪いに来た際に、隙をついて丸め込んで逆転勝利するといったものである。大技で格上の相手に大きなダメージを与えたうえでのピンフォール、ギブアップによる勝ちではないため、実力的に相手より上回ったことを証明するような勝ち方ではないが勝ちは勝ちであるという意味がある。主に一瞬の逆転技であるため、対戦相手の名前にもそれほど傷を付けることがない。クイックを使用して勝敗を決することで両者間での抗争アングルをより本格化出来る利点がある。また、若手の格上げの第一段階に使われる。
その他にも、試合終了時間が迫ってきた時に丸め込みの応酬を行ったり、タッグマッチなどで仲間割れから丸め込んで決着するなどのポピュラーな用例がある。また、若手が明らかに格上の相手に挑戦するときなど、はじめから丸め込みを狙う場合や、どんな相手にも丸め込みを仕掛ける（丸め込みを自分の持ち味とする）レスラーもいる。
かつては、NWAが健在だった時代はパット・オコーナー、リック・フレアーらのNWA世界ヘビー級王者によって、クイック技での決着はよく行われていた。これは挑戦者が、その地区ではベビーフェイスであり、NWAがそれら各地区の連合体であるため、クイック技や王者反則負け防衛という「挑戦者に傷を付けない防衛手段」が必要とされていたためである。

#### クイック技で決着した主な試合
- ジャイアント馬場&アントニオ猪木 vs. アブドーラ・ザ・ブッチャー&タイガー・ジェット・シン（1979年8月26日のプロレス夢のオールスター戦）

オールスター戦のメインイベントとして当時のライバル団体であった全日本プロレスと新日本プロレスの日本人エースコンビとヒールの外国人エースコンビが対戦したタッグマッチ。馬場と猪木としては自分たちがフォールを取られることはもとより、自団体のトップヒールに傷を付ける（ブッチャーが猪木に、またはシンが馬場にフォールされるなどの）事態も避けねばならず、かといって両者リングアウトなどの曖昧な決着も避けたいという局面であった。結局、猪木が自団体の外国人エースであるシンを逆さ押さえ込みでフォールして両団体の面目を保った。
- スタン・ハンセン vs. ジャイアント馬場（1984年7月31日のPWFヘビー級選手権試合）

当時、絶頂期にあったハンセンに対して46歳とすでに全盛期を過ぎていた馬場が「この試合でタイトル奪還が出来なければPWFのタイトル戦線から降りる」と宣言して臨んだ試合。リングアウト勝ちや反則勝ちでは観客の納得を得られず、かといって大技の連続で勝つ力は明らかになくなっていた馬場が、ボディ・スラムにきたハンセンをスモール・パッケージ・ホールドで丸め込んで勝利。全日本復帰後のハンセンから初のフォール勝ちを収めると共にPWFヘビー級王者に返り咲いた。
- ジャンボ鶴田 vs. 三沢光晴（1990年6月8日）

天龍源一郎の離脱で大ピンチに追い込まれた全日本を救うべく、タイガーマスク（2代目）だった三沢がマスクを脱いで鶴田への挑戦を宣言して組まれたシングル戦。「怪物」「完全無欠のエース」といわれた鶴田の実力は圧倒的で鶴田が有利の試合展開となったが三沢も随所で奮戦、最後には三沢のバックドロップを鶴田が反転して押しつぶしたところで三沢がさらに反転して一瞬のフォール勝ちを奪った。三沢の次期エースの座を決定的にした試合で「格下の者が格上の相手に勝つ場合」としてのクイック技の代表例。
- 秋山準 vs 小川良成（2002年4月7日GHCヘビー級選手権試合）

ノア旗揚げ後から三沢、小橋ら旧四天王を次々と撃破、他団体へも積極的に進出し新時代のエースとして頭角を表していた秋山に対し、ジュニアヘビー級のウェイトながら主に三沢のパートナーとしてヘビー級戦線で活躍していた小川が初めてヘビー級のシングル王座に挑戦。秋山は小川を格下扱いし「5分以内に片付ける」と宣言し挑発。試合も秋山が一方的に攻め続けるが、リストクラッチ・エクスプロイダーでとどめを刺そうとしたところを小川が変型首固めで丸め込み、逆に5分以内で秋山を下し王座を奪取した。IWGP、三冠、GHCの三大メジャー王座を通して、体重100kg未満の選手がヘビー級のフラッグシップ・タイトルを獲得したのは小川が初である。

## フォール技一覧
以下の記述で「エビに固める」とは仰向けになった相手の脚を前屈状態で「く」の字に折り曲げ固める体勢のことである。海老を上下にひっくり返した状態からこう呼ばれる。

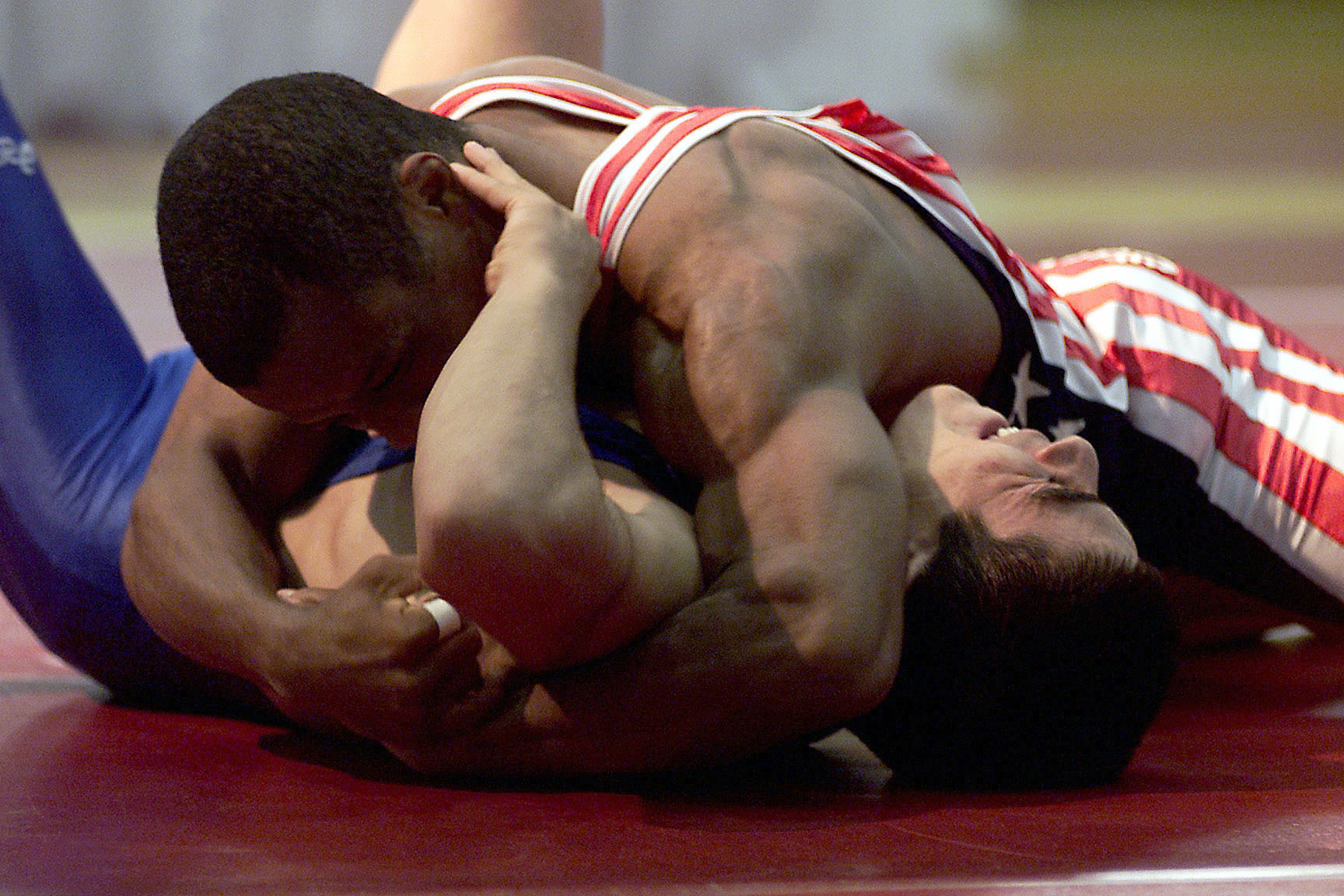
体固めでフォールに入るアメリカ海兵隊員のプロレスラー。

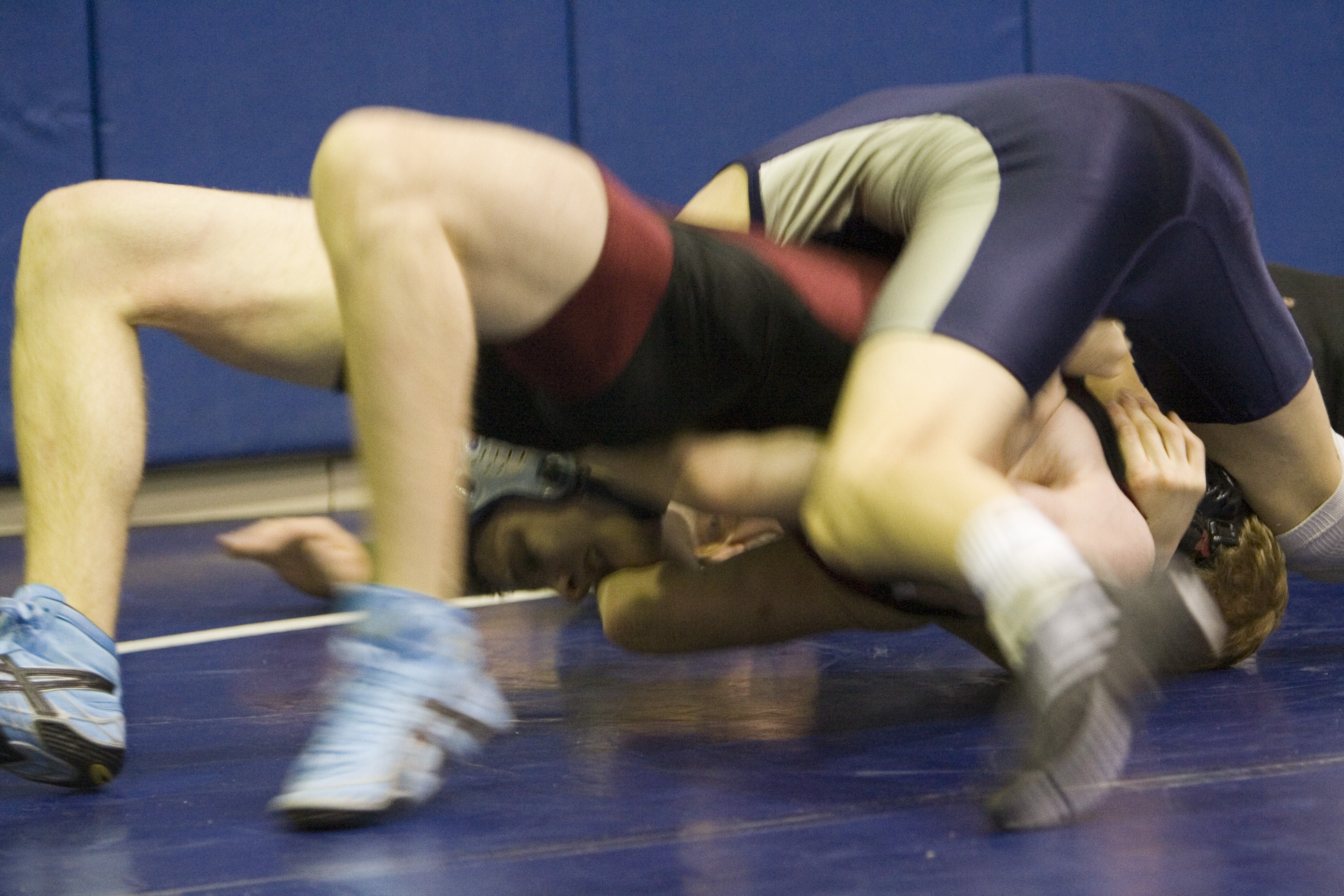
フォールを狙う上の選手、ブリッジでフォールを防ぐ下の選手。

### 体固め
ボディ・プレス・ホールドとも呼ばれている。最も基本的で多用されるフォール技である。通常は技を受けて仰向けに倒れている相手の上半身に覆いかぶさる様に自分の上半身を重ねて体重を乗せ、両肩が上がらないように固めてレフェリーにカウントを取らせる。横四方固、袈裟固、縦四方固でがっちりと固めない限り相手に返されることも多いが、エンタテイメント性を重視するプロレスにおいては体固めを返す攻防も見せ場の一つとなっているため、あえて覆いかぶさるだけの体固めが使用される場合もある（ピンフォール#観客の反応を参照）。この技を受けた選手はフォール負けを避けるため、ブリッジや体を回転させることによって切り返す。
全日本女子プロレスの新人同士の試合は、この技で決着が付くことが多かったので『全女式体固め』とも呼ばれていた。これ以外にも特殊な体勢でフォール勝ちを奪った場合（例・足で踏みつけただけ、人差し指一本だけ相手に乗せる、相手の上に座り込む）に、総じて「〜式体固め」と記録される。

### 片エビ固め
体固めの体勢で片脚を取り、エビに固める技。より返し難く、容易に繰り出せるため多用される。

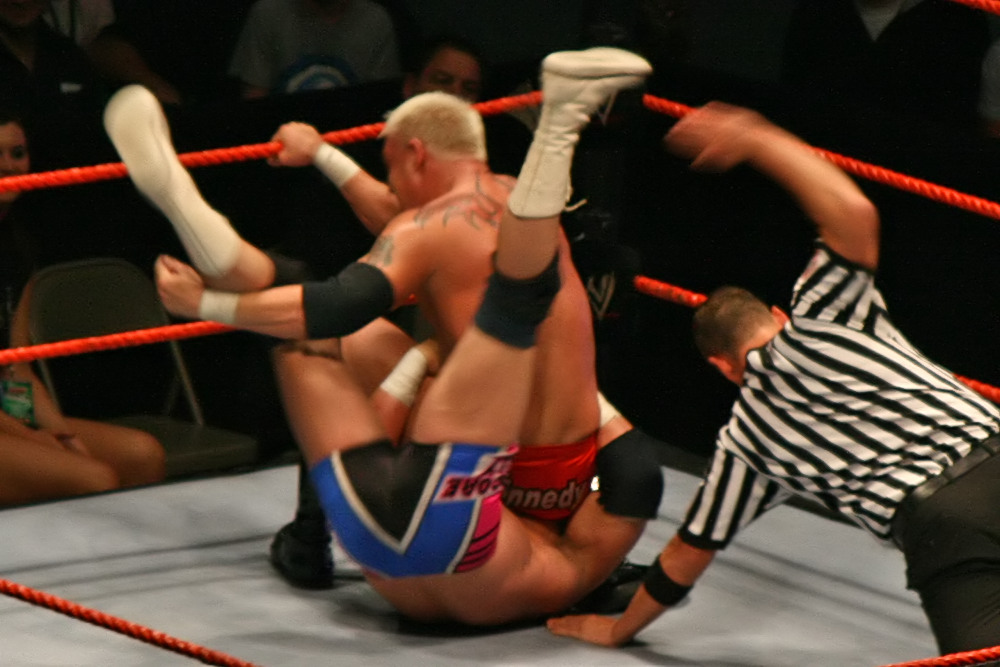
ケン・アンダーソンによる変形エビ固め。

### エビ固め
プロレスで相手レスラーの両脚が上に上がった状態で、エビに固める技。現在はパワーボムで相手を叩きつけた後、そのままピンフォールの体勢に持ち込む場合に多く用いられる。
ジャンボ鶴田は片手で相手の片脚を、両脚で相手のもう一方の脚を抱え込む形でのエビ固めをフィニッシュに用いていた。重心が相手の両肩から首付近へ移動し、より強くマット上に固めることができるため返し難い。レスリングで「エビ固め」というとクレイドルのことである。

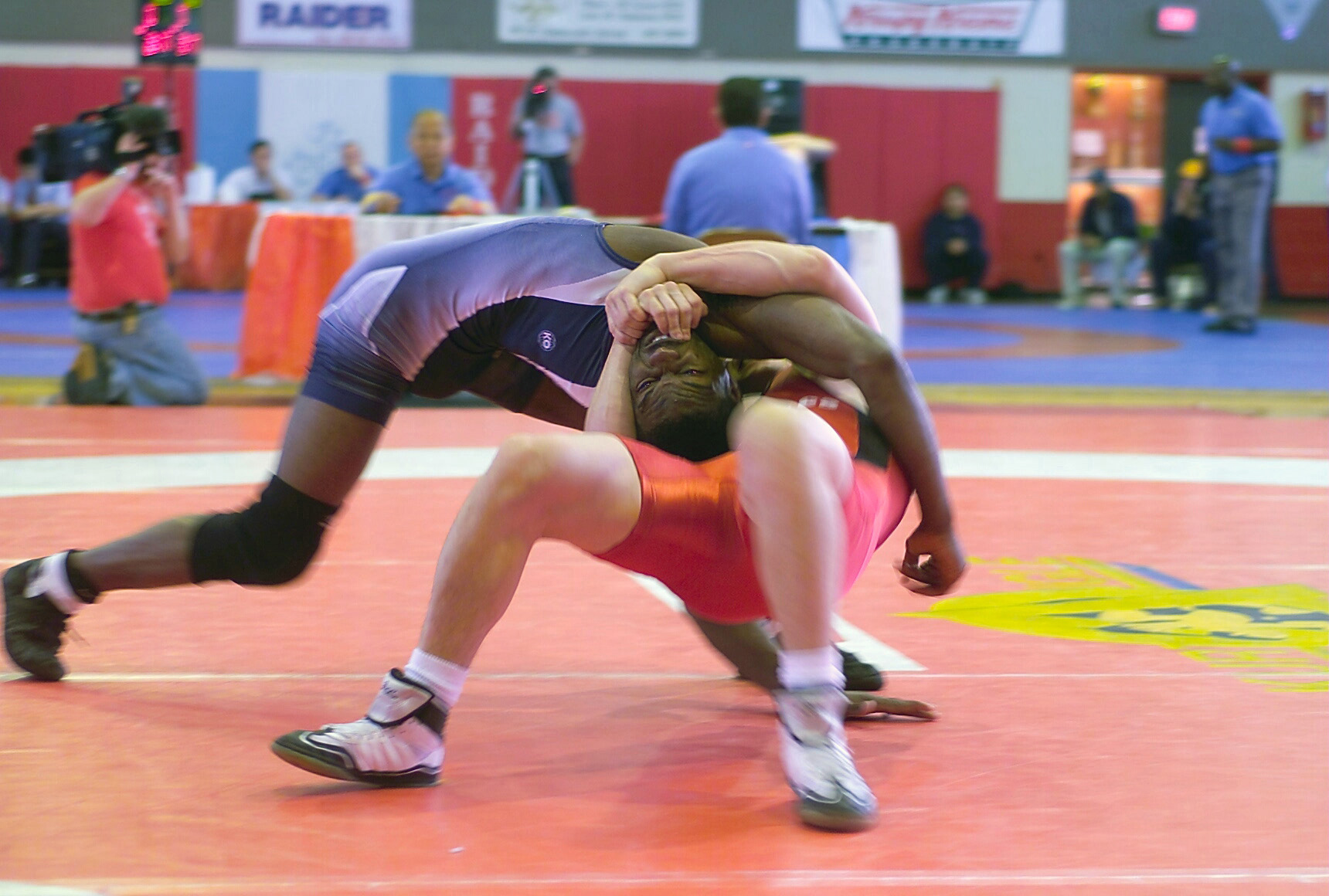
レスリングにおける逆回転がぶり返し。この後、下の選手がフォールを狙う。

### がぶり返し
レスリングで用いられるフォール技。がぶりの体勢から相手の片腕と頭部を両腕で抱え込む柔道で言うところの「肩三角グリップ」の体勢から相手の頸部を絞めながら抱え込んだ相手の腕側に相手もろとも横転し両者仰向けになって相手をフォールに追い込む。
レスリングでは絞技は禁止だが相手の腕を両腕の中に入れた場合は絞技とみなされずサブミッションの制度もないので絞めで苦しい相手はフォール負けを強いられる。フォール前に絞めで気絶した場合は負けとはならないで試合が再開されることがあり、1990年レスリング世界選手権東京大会でこのケースがあった。後にアナコンダ・チョークと呼ばれた絞技と同じ形態である。逆回転に回る場合もある。柔道で言うところの俵返であるレスリングの投げ技「がぶり返し」とは異なる技である。

### 丸め込み技
クラッチ技とも呼ばれている。クラッチは英語で「しっかり掴む」を意味してプロレスでは相手の手首を掴んだり脚を絡めることにより、相手の体を「く」の字に固める（海老のように丸め込む）技は総称してクラッチ（丸め込み）技と呼ばれる。

#### 巻き込み式片エビ固め
巻き投げ式片エビ固めとも呼ばれている。巻き投げ（アーム・ホイップ）のように、正面から相手の片腋に自らの片腕を絡ませ、同時に腰を捻りながら相手を前方へ回転させながら投げ、同時に自身もそれに合わせて前転するように倒れ込み、その最中にもう片方の腕で相手の片脚も抱え込んで、仰向けに倒れた相手の上に仰向けで乗った格好で片脚と頭部をそれぞれ両腕で抱え込んだ状態でピンフォールをする。回転片エビ固めを巻き投げで応用したような技。
カズ・ハヤシが巻き投げ固めの名で決め技の一つとし、他に熊野準が得意とする。

#### 回転片エビ固め
首投げのように相手の頭部を片腕で抱え込むと同時に腰を捻りながら相手を前方へ回転させながら投げ、同時に自身もそれに合わせて前転するように倒れ込み、その最中にもう片方の腕で相手の片脚も抱え込んで、仰向けに倒れた相手の上に仰向けで乗った格好で片脚と頭部をそれぞれ両腕で抱え込んだ状態でピンフォールをする。
小川良成の代表的な丸め込み技の1つである。GHCジュニアヘビー級タッグ王座を初奪取したのもこの技。他にもプロレスリング・ノア系の選手が切り返し等で時折見せることがある。バリエーションとして相手の頭部を抱えている腕で相手の片腕を掴む腕取り式回転片エビ固めがある。

#### ローリング・クラッチ・ホールド
回転エビ固めとも呼ばれている。前屈みの姿勢をとっている相手の上を跳び箱を越えるようにジャンプ。飛び越えながら腰にしがみついてそのまま相手ごと前方回転しエビ固めに決める。
吉村道明が多用し、有名になった技。自分がエプロンに立ち、相手が突っ込んできたところをトップロープ越しにこの技を決める、という攻防は初期のプロレスでは定番だった。テリー・ファンクは1983年8月31日の引退試合で、トップロープからダイビング式を決めた。

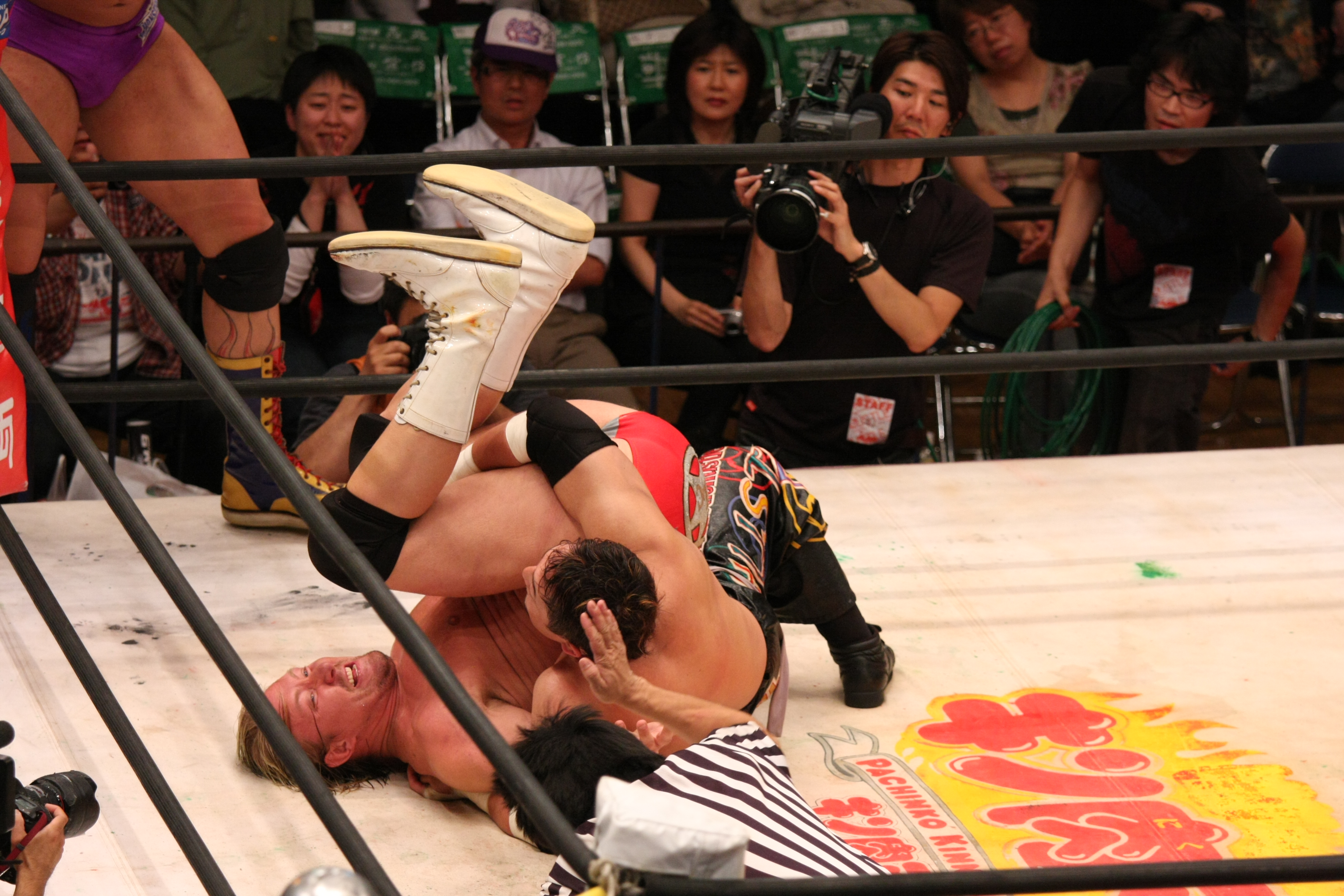
TAJIRIによるスクール・ボーイ。

#### スクール・ボーイ
横入り式エビ固めとも呼ばれている。女子選手が使うとスクール・ガールと呼ばれる場合がある。技名の由来は「学校に通う子供が習う技」から来ている。相手の背後から股の間に手を入れて片脚を抱え自ら後方に倒れこんで相手を倒し、相手をエビに固めつつ体重を掛けて押さえ込む。相手の背後に立った瞬間に決めることで相手の意表を突くことができる。
MIKAMIは、これを必殺技に昇華させ（MIKAMI曰く「世界を獲ったMIKAMI様の必殺のスク〜ル・ボ〜イ!」）、雪崩式、垂直落下式、ジャック・ナイフ式、起き上がりこぼし式、スワンダイブ式、スライディング式、イグチ・ボム式等々、様々なバリエーションを開発している。

#### ローリング・バック・クラッチ
回転足折り固めとも呼ばれている。相手の背後に立ち、自分の両足首を相手の両脇に差し込んで後方へ回転、自分と相手の両脚をクラッチさせエビに固めた状態でブリッジする。
主な使い手はパット・オコーナー、ピート・ロバーツ、藤波辰爾、西村修、初代タイガーマスク、越中詩郎、SANADA。

#### ジャパニーズ・レッグロール・クラッチ
日本式回転足折り固めとも呼ばれている。前述のローリング・バッククラッチと最終的な押さえ込み方は同型だが、厳密には違う技。うつ伏せに倒れている相手の両脇に自分の両足首を差し込み、そのまま体を反転させて相手の体を仰向けにひっくり返し、自身が後方へブリッジすることによって、相手をエビ固めに丸め込む。
アントニオ猪木がカール・ゴッチからピンフォール勝ちを奪った技（1973年10月14日の世界タッグ戦）でもある。

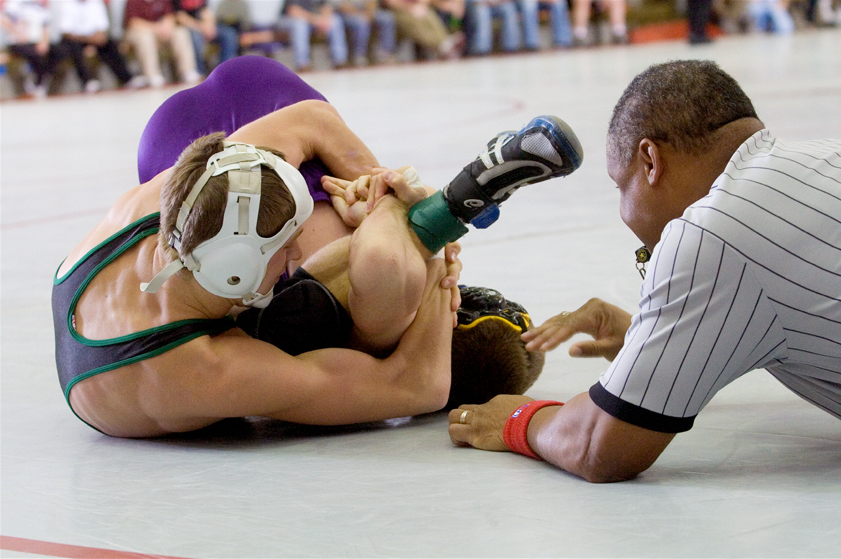
首を巻かない変形スモール・パッケージ・ホールドで相手をフォールするレスリング選手。

#### スモール・パッケージ・ホールド
インサイド・クレイドル、首固め、小包固めとも呼ばれている。正対する相手の首に自分の左腕で巻いて上半身を屈めさせ、そのまま自分の右脚を相手の股の間に滑らせるように入れて相手の右脚に引っ掛け、自分の右脚を左脚でロック。同時に相手の左脚を右腕で外側から抱えるようにして、その勢いで相手を自分の後方に前転させてエビに固める。
マサ斎藤はAWA世界ヘビー戦でラリー・ズビスコをこの技で破り、世界王座に着いた。丸藤正道はさらに右腕で相手の左手を掴んだ完璧首固めを使って秋山準を破り、GHCヘビー級王座を獲得した。渕正信は腕で相手の耳を塞ぎカウントを聴けない状態でフォールする。矢野通は前屈みになった相手の首を捕らえ、足を払い前方へ回転させながら丸め込む裏霞を使用している。相手に向かって走りこみながら首固めに持ち込む技を棚橋弘至は電光石火、梶トマトはスピードとしてそれぞれ使用。
フォール技ではないが派生技としてスクール・ボーイの要領で相手を捕らえて、そのまま丸め込まず強引に後方へと反り投げるスクール・ボーイ・スープレックス、自分の右手で相手の左足を抱えてフィッシャーマンズ・スープレックスの体勢に持ち上げ、ジャンプしながら空中で相手の右足に自分の右足を絡めてスモール・パッケージ・ホールドの体勢になり、垂直落下で相手を後頭部から落とすスモール・パッケージ・ドライバー（そのままフォールに持ち込むこともできる）がある。

#### ステップオーバー・アームシザース
横十字固め、十字架固め（技を仕掛けた状態が相手が縦、自分が横になった十字架に見える）とも呼ばれている。四つんばいの相手の左から左脚を相手の左腕に掛ける。両手で相手の右手首を持ち、両脚で相手の左腕を挟みながらうつ伏せになるまで後方に倒れ込み、相手を半後転させエビ状態にして相手の両肩をマットにつけさせフォールに追い込む。柔道の三船久蔵の裏固と同様の工程、形態の技である。

#### ジャックナイフ
仰向けで寝ているの相手の足側に立ち、相手の両脚を掴み、そのまま相手を飛び越えるように前転し、ブリッジするように着地、それにより相手をエビ状に丸めて状態にしてピンフォールする。アメリカではミスター・レスリング2号ことジョニー・ウォーカーが得意としていた。
派生技として、片脚だけを掴んで仕掛けるハーフジャックナイフ、小川良成が考案した相手の脚を「4」の字のように交差させて繰り出す4の字固め式ジャックナイフ、伊藤麻希のテキサス・クローバー・ホールドのクラッチからターンオーバーせずにジャックナイフに移行する伊藤ロイヤル、小橋健太のパワーボムからジャックナイフに固めるパワージャックがある。

#### ヨーロピアン・クラッチ
欧州式足折り固め、欧州式回転足折り固め、欧州式回転エビ固めとも呼ばれている。相手の背後に立ち、股間から相手の両手首を掴んで引き、自分と相手の両脚をクラッチさせエビに固める技。仰向けに倒れている相手にもかけることができる。
日本ではビル・ロビンソンが使用して以来普及した。近年ではザック・セイバーJr.、鈴木秀樹が多用している。

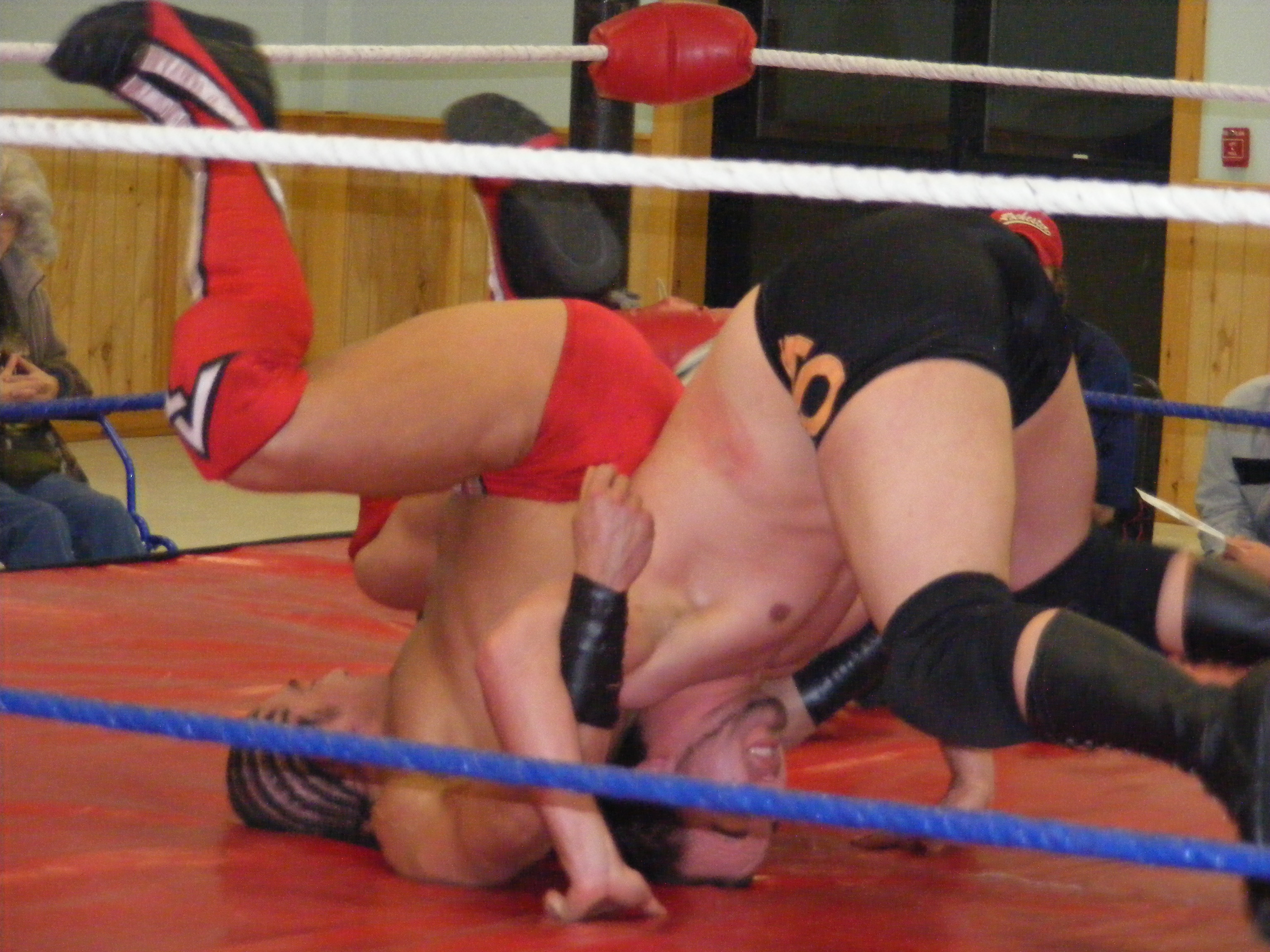
逆さ押さえ込み

#### 逆さ押さえ込み
バックスライドとも呼ばれている。相手と背中合わせの状態で立ち、背後から相手の両腕を絡めて前屈みになり、相手を自分の背中越しに前方へスライドさせ、エビ固めの体勢に持ち込む。かつてはハワイアン・バック・クラッチ・ホールド、ローリング・バック・クラッチ・ホールド（上記の同名の技と混同するために使われなくなった）とも呼ばれていた。
主な使い手は藤波辰爾、西村修、堀口元気、旭志織。バリエーションとして旭志織の連続で仕掛けるモダンタイムス及びモダンタイムス・タイムス、葛西純の途中でクラッチを切り頭から落とした上でフォールするバックスライド・ボム、塚本拓海のゴリー・スペシャルから両手首を掴んだ状態で相手をゆっくり滑り落して押さえ込む高角度逆さ押さえ込み、坂崎ユカの片足を巻き込んだ状態で押さえ込む足取り式逆さ押さえ込みなどがある。

#### グラウンド・コブラツイスト・ホールド
寝技式アバラ折り固めとも呼ばれている。グランドでのコブラツイスト様な形態のフォール技。走ってくる相手へのカウンターとして使用されることも多く、近年は一発逆転の丸め込み技の代表格の一つにもなっている。レスリングではボディ・プレス、地獄固めと呼ばれているフォール技である。単にグラウンド・コブラツイストとも呼ばれることも多いが、アントニオ猪木が使用する相手を締め付けてダメージを与える形のグラウンド・コブラツイストも存在するので混同を避けるため、フォール技の場合はグラウンド・コブラツイスト・ホールドが正式名称である。
藤波辰爾、西村修、志賀賢太郎、石川晋也などが使い手。

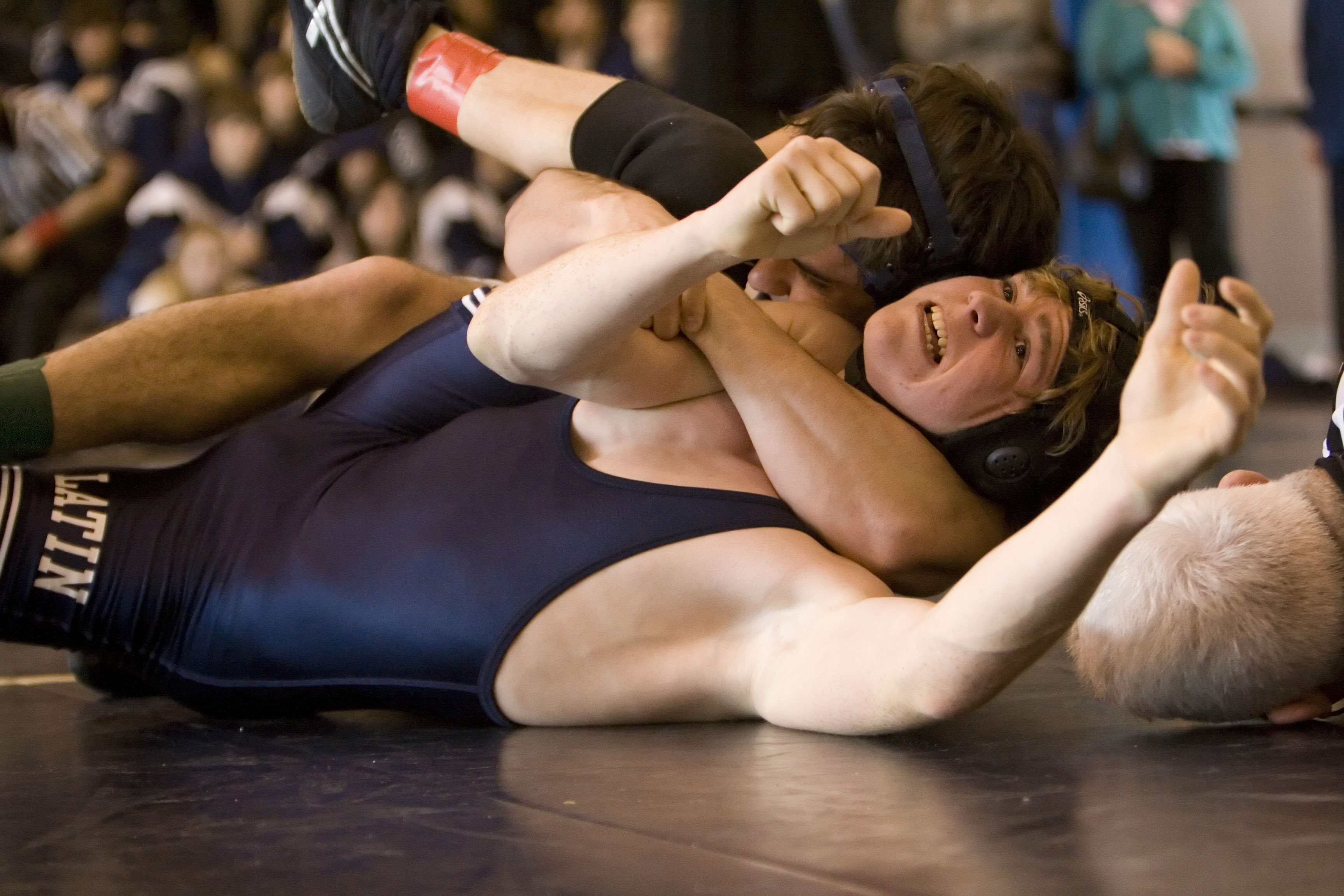
クレイドルでフォールを狙うレスリング選手。

#### クレイドル
片腕で相手の頭を抱えて、もう一方の手相手の太ももを抱えクラッチして、前方に回転しつつ相手を丸め込みフォールを狙う技である。レスリングではエビ固め、柔道では春日ロックと呼ばれている。

#### ローリング・クレイドル
回転揺り椅子固め、回転股裂き固めとも呼ばれている。テリー・ファンクの得意技。相手をコブラツイストの体勢で背後から相手の左脚に自身の左脚をフックする。相手の右脚の付け根のあたりを両腕で抱えるようにロックしながら後ろへ倒れこむ。この倒れこむ時の勢いを利用して自分の首を支点にするように反時計回りにリング上をクルクルと転がる。2、3周転がった後にフォールの体勢に持ち込む。相手の三半規管を狂わせると同時に股裂きを決める技とされてローリングのスピードが速いほど効果があるといわれている。

#### クロス・フィックス
回転十字固めとも呼ばれている。正面から相手に走って相手の腋の下をくぐるようにしつつ腕に捕まって、そのまま両脚を振り上げて相手の背中越しに逆の腕に絡め、そのまま相手を後ろに倒して両腕を固めたまま横十字固めにもっていく技。相手の状態（立ち、膝立ち、長座等）を問わずに頻繁に使われる。また、丸め込み技ではあるが、相手を後ろに勢いをつけて倒すことによって、後頭部にダメージを負わせる技としても成立している。この技への防御として、倒されそうになったときに踏ん張り、自らの体重を相手に掛けながら倒れこむ方法がある。体格差がある場合にこのような返し方をされることが多く仕掛ける側のリスクが高い技である。
のはしたろうや大畠美咲やタコヤキーダーの逆打ち、ドラゴン・キッドのバイブル、ムシキング・テリーのストライク・バックなどがそれにあたる。

#### ウラカン・ラナ
メキシカン・ローリング・クラッチ・ホールド、高角度前方回転エビ固めとも呼ばれている。相手の背後からジャンプして両肩に乗って両足で頭を挟み込み、自身の頭を振り子の錘のように使って前方へと倒れこみ、相手の股の間を潜りこむ。その勢いを使って相手を前方に回転させつつ両足をとって回転エビ固めの要領でフォールを狙う。
藤波辰爾はドラゴン・ローリングの名称で使用していた。大仁田厚がチャボ・ゲレロからNWAインターナショナル・ジュニアヘビー級王座を奪取した時のフィニッシュである。また、アニメ『キン肉マン』で主人公のキン肉スグルが、超人オリンピック決勝で、ロビンマスクをこの技で下して優勝した。

#### ウラカン・ラナ・インベルティダ
高角度後方回転エビ固めとも呼ばれている。ウラカン・ラミレスのオリジナル技。相手の正面からジャンプして両肩に乗って両足で頭を挟み込み、自身の頭を振り子の錘のように使って後方へと倒れこみ、相手の股の間を潜りこむ。その勢いを使って相手を前方に回転させつつ両足をとって回転エビ固めの要領でフォールを狙う。
相手が立ち状態の時に後方から肩の上に飛び乗り、そこで座ったまま180度回転して、ウラカン・ラナ・インベルティダに移行するレイ・ミステリオの得意技「ミステリオ・ラナ」など派生技がいくつか存在する。

#### カサドーラ
飛び付き式前方回転エビ固めとも呼ばれている。立ち状態の相手に、前方からうつぶせ状態のまま自分の両脚を相手の腋に入れるように飛び付き、そのまま空中で相手の股の下を通るように前転、手で相手の両脚を捕えてエビに固める。飛びつく際の動きがドロップキックと酷似しているため、相手の意表をつくことが多い。
藤本つかさが使用する相手の脚の外側を抜けて前転しエビに固めるツカドーラなどが存在する。

#### ソラリーナ
立ち状態の相手にハンマーロックで捕らえて自分の片足を相手の首と片足に引っ掛けて後方に倒してエビに固める。

#### トケ・デ・エスパルダス
相手の横に立って片足を絡め、腕を取って前かがみになった相手を前転させながら倒れこんで十字架固めの形で押さえ込む。
日本では影山道雄、ジ・ウインガー、遠藤哲哉らが使用。エル・デスペラードのエル・エス・クレロ、仁王のルミカ、鹿島沙希の起死回生も同型。

#### ラ・マヒストラル
竜巻式横回転エビ固めとも呼ばれている。ペペ・カサスのオリジナル技。ディフェンス・ポジションをとる相手の左腕を掴みその腋に左脚を入れて背中を跨ぐように内側に回転、左腕を引っ掛け、相手の頭方向に前転し相手の右腕を取りつつ相手をひっくり返してエビに固める。意表をついて迅速に極めることができるので、ピンフォール率が高い。
ペペの息子であるネグロ・カサスや、フェリーノ、ヘビー・メタルなども使用し、カサス家を象徴する技として認知されている。日本ではウルティモ・ドラゴンの使用で1990年代にジュニアヘビー級を中心に普及、現在では多くのジュニアヘビー級のプロレスラーが使用している。ウルティモは派生技として裏ラ・マヒストラルという技も開発している。
類似技としてディフェンスポジションをとる相手の側面から相手の腕を巻き込まずに手前側の肩と奥側の腿を掴んで相手を飛び越えるように前転し、その勢いでエビに固めるオクラホマ・ロールなどがある。

#### スカイデ・スペシャル
ホルヘ・リベラがリングネームを「スカイデ」と名乗っていた時期に考案したオリジナル技。アームドラッグでテイクダウンを奪ってからの変形横十字固め捕らえる。

#### トルネード・クラッチ
MEN'Sテイオーのオリジナル技。飛行機投げの状態から自分も横回転し、頭と脚をクラッチしたまま片エビ固めに捕える。

#### キド・クラッチ
木戸修のオリジナル技。相手を脇固めに捕えた時に前方回転で逃げる勢いを利用し、そのまま腕と脚をクラッチしてエビ固めに丸め込む。大技での決着しか歓迎されずに丸め込みでの勝利にはブーイングも上がるようになった1990年代以降においても、木戸のそれは例外的に絶大な説得力を持った技だった。フィニッシュ・ホールドとしてだけでなく相手が脇固めにきたところをスルリとキドクラッチに移行し気が付けば木戸が丸め込んでいた、という光景が以前はよく見られた。
木戸以外の使い手としては女子プロレスラーのキャロル美鳥が数度使った他に、エル・サムライがサムライ・クラッチとして使用している。

#### サムソン・クラッチ
冬木弘道がリングネームを「サムソン冬木」と名乗っていた時期に考案したオリジナル技。立った相手に対し、自身の頭部を相手の正面足下になるように仰向けで自身が倒れ、自分の両足を上方へ高く差し出して、その両足をそれぞれ相手の腋の下へ入れて相手の胴をクラッチ。同時に両手でそれぞれ相手の両脚を捕まえ、その状態で自身の上半身を起き上がらせ、その反動で相手を前方へ回転させながら倒し、仰向けの相手に後ろ向きで馬乗りになった状態で相手の両脚を両腕で抱えた状態でのエビ固めに丸め込む。主に相手にバックを取られた際の切り返しとしての使用がほとんどで、その場合、腰のクラッチを切ると同時にそのまま滑り込むように自らマットに倒れ込んで決める。
他にスペル・クレイジー、永源遙、百田光雄、棚橋弘至、金丸義信らが得意とする。平柳玄藩はエスプレッソの名称で使用。一方、スペル・クレイジーはバックを取られた切り返してではなく、相手から技を食らって自身がダウンしたあと、立っている相手の隙をついて決めることが多い。

#### 雁之助クラッチ
ミスター雁之助のオリジナル技。相手のわきの下に自分の首を入れ込み、片腕を絡めて自ら前方回転、片脚を引っ掛け相手の体をエビ固めに丸め込む。
ツトム・オースギのナターレ・ビアンコ、円華のランヒェイ、コフィ・キングストンのSOSはこのムーヴを高速化し、マットに叩きつけるように見舞うものである。

#### 怨霊クラッチ
怨霊のオリジナル技。足で挟んで押さえ込む変形横十字固め。

#### 外道クラッチ
外道のオリジナル技。キャメル・クラッチの体勢で相手の上体を反らしつつ、首を下に押し込むようにして相手の体を前方半回転させ前方に重心を移動して押さえ込む。この時、技をかけている方は腕立て伏せのような姿勢となり、臀部で相手の背中を押しながら両脚で相手の両肩を押さえ込んでいる。
竹村豪氏の無我クラッチ、宝城カイリの4173も同型。また、柏大五郎（柏クラッチ）や松本都（みやここクラッチ）、タイチ（タイチ式外道クラッチ）、鷹木信悟（鷹木式タイチ式外道クラッチ）、のように自身の名前を冠して使用する選手もいるが、いずれも同型である。

#### ウイング・クラッチ・ホールド
倉垣翼のオリジナル技。逆さ押さえ込みで丸め込んだ後、エビ固めの状態になった相手に対してブリッジの要領で背中から覆い被さる。
その他にBUSHIがブシ・ロール、安納サオリがポテリングの名称で決め技として使用している。

#### ギブソン・クラッチ
ロバート・ギブソンの得意技。仰向けの相手に対し足4の字固めを仕掛けた状態から後ろを向き、片足を捉えた状態から後ろに倒れブリッジで押さえ込む。
主な使い手はクラッシャー高橋。ダービー・アリンのラスト・サパー、高梨将弘のウワバミ、乃蒼ヒカリの最後の晩餐も同型。

#### デルフィン・クラッチ
スペル・デルフィンのオリジナル技。仰向けに倒れている相手の頭部正面に立ち、相手の両腕を交差させた上に自分の曲げた右脚を乗せて相手の両腕と首をクラッチ。さらに相手の両脚も交差させて右手で抱えるようにエビ固めの状態で見得を切りながら押さえ込む。
CIMAは、デルフィンとの対決前に「デルフィンの素顔はオコゼみたい」と、挑発のために同技をオコゼ・クラッチとして使用したこともある。見得切りの形は異なるがイケメン二郎のイケメン・クラッチも同趣向の技。